# Acarospora impressula
Acarospora impressula är en lavart som beskrevs av Thore M. Fries. 
Acarospora impressula ingår i släktet Acarospora och familjen Acarosporaceae.  Artens status i Sverige är: Ej påträffad. Inga underarter finns listade i Catalogue of Life.
I den svenska databasen Dyntaxa används istället namnet Acarospora atrata för samma taxon.  Arten är reproducerande i Sverige.